# Gyula M. Szabó
| (31872) Terkan                                      | 13 de marzo de 2000      |
| (38442) Szilard                                     | 24 de septiembre de 1999 |
| (82656) Puskas                                      | 10 de agosto de 2001     |
| (117086) Loczy                                      | 8 de junio de 2004       |
| Nota: Todos en colaboración con Krisztián Sárneczky |                          |

Gyula M. Szabó, nacido el 15 de marzo de 1979 en Szeged, es un astrónomo húngaro. En húngaro el nombre es Szabó Gyula M., con el apellido precediendo al nombre, pero en este artículo se utiliza el orden habitual en español, donde el nombre precede al apellido.

## Descubrimientos
El Centro de los planetas menores le acredita el descubrimiento de 7 asteroides, avistados entre 1999 y 2004, todos en colaboración con Krisztián Sárneczky.

## Eponimia
- El asteroide (113203) Szabo lleva este nombre en su honor.[3]